# Вільгельм Онезорґе (історик)
Вільгельм Едуард Генріх Онезорґе (нар. 31 липня 1855 Герліц — пом. 11 серпня 1943, Любек) — німецький історик, викладач в університеті Любека, професор.
В Лейпцизькому університеті вивчав історію мистецтва разом з Антоном Шпрингером, Фрідріхом Царнке, Карлом фон Бадером, Антоном Едзарді та Рудольфом Гільдебрандом, а також історію разом з Отто Делічем та Фрідріхом Ганом.
В Любеку зайнявся дослідженням історії міста, потім зацікавився історією давніх слов'ян. Залишив праці про становлення української нації.